# Rycerz z Westford

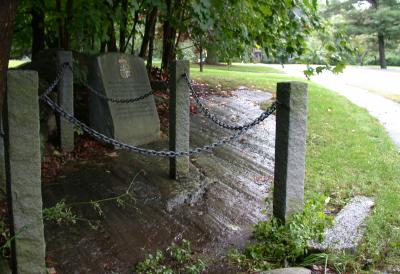
Rycerz z Westford, widok od Depot Street

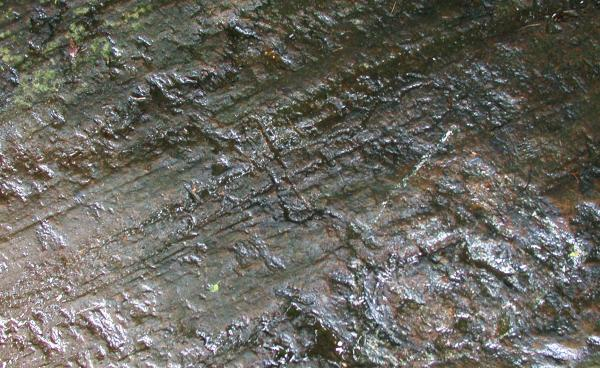
Fragment kamienia z rzekomym zarysem miecza i tarczy

Rycerz z Westford (Westford Knight) lub Kamień Sinclaira (Sinclair Stone) – głaz narzutowy znajdujący się w Westford w amerykańskim stanie Massachusetts. Pokryty jest tajemniczymi rysami będących zdaniem niektórych tworem naturalnym, zdaniem innych rysunkiem wykonanym ręką ludzką.
Pierwsza wzmianka o kamieniu pochodzi z 1883 roku, wówczas pokrywające go linie zinterpretowano jako indiańskie petroglify. W 1954 roku sprawę kamienia nagłośnił Frank Glynn, archeolog amator z Connecticut, twierdząc iż dopatrzył się na kamieniu zarysu ludzkiej postaci z mieczem i tarczą. Głaz ma być jakoby kamieniem nagrobnym, upamiętniającym sir Jamesa Gunna, poległego członka wyprawy Henry’ego Sinclaira (ur. 1345, zm. ok. 1400), earla Orkadów, który zgodnie z legendą miał odbyć podróż na zachód i wylądować gdzieś na obszarze Ameryki Północnej.
Naukowcy odnoszą się raczej sceptycznie do tych poglądów, uznając tezy Glynna za nadinterpretację. Zdaniem Davida Schafera z Peabody Museum rysy na kamieniu mają pochodzenie naturalne, a rzekome zarysy postaci mogły zostać dodatkowo wymodelowane współcześnie.